# Jerry Weintraub Productions
Jerry Weintraub Productions (krócej JW Productions) – amerykańska firma produkcyjna założona i należąca do Jerry’ego Weintrauba.

## Lista produkcji wytwórni

### Film
| Rok  | Tytuł                                  | Uwagi | Dystrybucja                                                                                               |
| ---- | -------------------------------------- | --- | --- |
| 1984 | Karate Kid                             | koprodukcja z Delphi II Productions | Columbia Pictures                                                                                         |
| 1992 | Sielska kraina                         | N/A | Warner Bros. Pictures                                                                                     |
| 1994 | Specjalista                            | koprodukcja z Iguana Producciones | Warner Bros. Pictures                                                                                     |
| 1997 | W krzywym zwierciadle: Wakacje w Vegas | N/A | Warner Bros. Pictures (kino), Warner Bros. (kino), Warner Home Video (VHS), Warner Bros. Home Video (DVD) |
| 1998 | Rewolwer i melonik                     | N/A | Warner Bros. Pictures                                                                                     |
| 1998 | Żołnierz przyszłości                   | koprodukcja z Morgan Creek Productions i Impact Pictures | Warner Bros. Pictures                                                                                     |
| 2001 | Ocean’s Eleven: Ryzykowna gra          | koprodukcja z Village Roadshow Pictures, NPV Entertainment, Section Eight Productions i WV Films II                                                            | Warner Bros. Pictures                                                                                     |
| 2004 | Ocean’s Twelve: Dogrywka               | koprodukcja z Village Roadshow Pictures, NPV Entertainment, Section Eight Productions i WV Films II                                                            | Warner Bros. Pictures                                                                                     |
| 2007 | Ocean’s Thirteen                       | koprodukcja z Village Roadshow Pictures i Section Eight Productions                                                                                            | Warner Bros. Pictures                                                                                     |
| 2007 | Nancy Drew i tajemnice Hollywood       | koprodukcja z Virtual Studios | Warner Bros. Pictures                                                                                     |
| 2010 | Karate Kid                             | koprodukcja z Columbia Pictures, China Film Group i Overbrook Entertainment                                                                                    | Sony Pictures Releasing, EDKO                                                                             |
| 2013 | Wielki Liberace                        | koprodukcja z HBO Films | HBO |
| 2016 | Tarzan: Legenda                        | koprodukcja z Village Roadshow Pictures, RatPac-Dune Entertainment, Riche/Ludwig Productions, Beaglepug Productions i Dark Horse Entertainment (niewymieniony) | Warner Bros. Pictures, Roadshow Films                                                                     |

### Telewizja
| Lata produkcji | Tytuł           | Uwagi                                                                          | Dystrybucja |
| -------------- | --------------- | ------------------------------------------------------------------------------ | ----------- |
| 2015           | Świat w opałach | koprodukcja z Everyman Pictures i Little City Iron Works                       | N/A         |
| 2016           | Westworld       | tylko 1 sezon; koprodukcja z Bad Robot, Kilter Films i Warner Bros. Television | HBO         |